# Tonny Carlsen

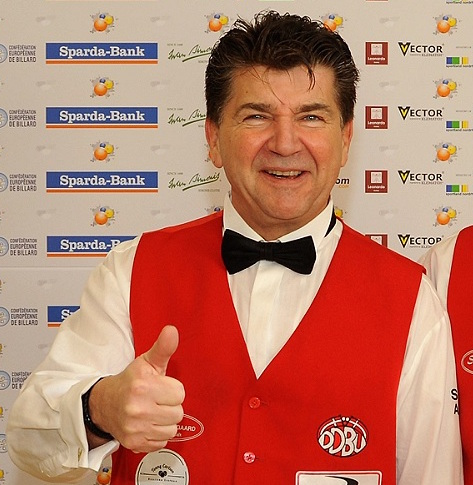
Tonny Carlsen in 2018

Tonny Carlsen (25 februari 1965) is een Deens carambolebiljarter die gespecialiseerd is in driebanden. Op internationale kampioenschappen in die spelsoort grossiert hij in zilveren medailles. 
Hij eindigde op het Europees kampioenschap driebanden in 2001 en 2002 op de tweede plaats en op het wereldkampioenschap driebanden in 2000 op de tweede plaats. 
Hij eindigde op het wereldkampioenschap driebanden voor landenteams in 1991 (met Hans Laursen) en 2007 (met Brian Knudsen) op de tweede plaats en in 2001 (met Dion Nelin) op de derde plaats. 